# Molanna cinerea
Molanna cinerea är en nattsländeart som beskrevs av Hagen 1861. Molanna cinerea ingår i släktet Molanna och familjen skivrörsnattsländor. Inga underarter finns listade i Catalogue of Life.